# The Best FIFA Football Awards 2016
O The Best FIFA Football Awards 2016 (em português:  Prêmios FIFA de Melhores do Futebol 2016) foi a primeira edição do evento realizado pela Federação Internacional de Futebol (FIFA) em 9 de janeiro de 2017, na cidade de Zurique, na Suíça. Tal cerimônia teve a função de premiar anualmente os melhores indivíduos em diversas categorias relacionadas ao futebol, incluindo as categorias de melhores jogadores e treinadores no futebol masculino e feminino; o gol mais bonito; e a seleção dos onze melhores jogadores, conhecida como FIFPro. Além disto, também foram apresentados prêmios para entidades que promoveram o fair play, para a melhor torcida e uma homenagem para um atleta que contribuiu para a propagação do esporte durante sua carreira.
Os critérios de seleção para os jogadores do ano, tanto no naipe masculino quanto no feminino, foram o desempenho desportivo e a conduta em geral dentro e fora do campo, compreendendo o período entre 20 de novembro de 2015 e 22 de novembro de 2016. Os critérios de seleção para os treinadores do ano foram o desempenho e o comportamento em geral das suas equipes dentro e fora do campo, na mesma faixa de tempo supracitada. Os votos foram dados por representantes da mídia, treinadores e capitães de seleções nacionais. Em outubro de 2016, foi anunciado que o público em geral também seria autorizado a votar, sendo que cada um dos quatro grupos recebeu a importância de 25% da votação global. A cerimônia foi apresentada por Eva Longoria e Marco Schreyl.

## Cerimônia
A cerimônia iniciou às 17h30min, no horário de Zurique, na Suíça, em um estúdio televisivo, com a apresentação em geral realizada pela atriz norte-americana Eva Longoria e pelo apresentador alemão Marco Schreyl. Antes da realização, a equipe do Barcelona comunicou que nenhum dos atletas iria comparecer à premiação, incluindo a Lionel Messi, o qual disputaria o prêmio de Melhor Jogador de Futebol Masculino da FIFA. No entanto, o meio-campista Andrés Iniesta pediu desculpas publicamente pela ausência, em um vídeo no qual afirmou que telefonou para jogadores do clube rival Real Madrid.
O evento foi iniciado com a apresentação da banda norte-americana Naturally 7, e de início foi divulgada a lista dos onze melhores jogadores do ano, na chamada FIFPro, apresentados por Nadine Kessler e Hidetoshi Nakata. Em seguida, foi realizada uma homenagem aos atletas Carlos Alberto Torres, do Brasil, e Johann Cruyff, da Holanda, que faleceram no ano de 2016. Após, foi introduzida a categoria de "Melhor Torcida", com os troféus entregues pelo ex-futebolista Lucas Radebe e pela ex-atleta de salto com vara Yelena Isinbayeva. Seguiu-se para o anúncio de Frank Rijkaard para a "Melhor Treinadora de Futebol Feminino da FIFA" e da apresentação do cantor Julian Perretta.
Na sequência, o ex-atleta espanhol Carles Puyol entregou o "Prêmio Fair Play da FIFA", Diego Maradona o fez no "Melhor Treinador de Futebol Masculino da FIFA", e em seguida, Andriy Shevchenko fez uma homenagem ao atleta brasileiro de futsal Falcão pelos seus 27 anos de contribuição para o desenvolvimento do esporte, no chamado "Prêmio pela Carreira Espetacular". O ex-atacante brasileiro Ronaldo apresentou o Prémio FIFA Ferenc Puskás e em seguida, a banda Naturally 7 fez uma nova apresentação. Para encerrar o evento, o ex-atacante Gabriel Batistuta e o presidente da FIFA Gianni Infantino entregaram os prêmios de Melhores Jogadores de Futebol, nas categorias feminino e masculino, respectivamente.

## Categorias

### Melhor Jogador de Futebol Masculino da FIFA
O Comitê de Futebol de FIFA divulgou em 4 de novembro uma lista contendo o nome de vinte e três jogadores masculinos para o prêmio de Melhor Jogador de Futebol Masculino da FIFA (em inglês:  The Best FIFA Men's Player). Em 1 de dezembro, os três finalistas para a categoria foram anunciados: Lionel Messi, jogador do Barcelona, que havia conquistado tanto o Ballon d'Or quanto o Melhor jogador do mundo pela FIFA na edição de 2015; Cristiano Ronaldo, atleta do Real Madrid, vice-campeão nas ambas ocasiões; e Antoine Griezmann, membro do Atlético de Madrid, que estava estreando em competições dos melhores do mundo.
O vencedor da premiação foi Cristiano Ronaldo, com 34.54% dos votos, seguido de Messi, com 26.42% e Griezmann, com 7.53%. Esta foi a quarta vez que o jogador português conquistou o prêmio de melhor jogador do mundo, aproximando-se ao próprio Messi, sendo que nos últimos nove anos apenas estes dois atletas foram agraciados com tal premiação.
No período avaliado, Cristiano Ronaldo foi campeão da Liga dos Campeões da UEFA de 2015–16 com a equipe do Real Madrid e do Campeonato Europeu de Futebol de 2016 com a Seleção Portuguesa. A respeito de tais conquistas, o atleta comentou na premiação "que o ano de 2016 foi o melhor ano da minha carreira. Havia muitas dúvidas, mas um troféu que mostrou que as pessoas não são cegas. As pessoas veem os jogos, as competições. Depois do que eu ganhei com a seleção e com meu clube eu não tinha dúvidas que deveria ter ganho este troféu. Foi um ano magnífico a nível pessoal, a nível coletivo, jamais posso esquecer desse ano maravilhoso. [...]".
A categoria foi apresentada pelo presidente da FIFA Gianni Infantino. No dia da premiação, Messi não compareceu, em virtude do jogo no dia seguinte pela final da Copa del Rey de 2016–17 contra o Athletic Bilbao, fato que foi bastante comentado nas mídias sociais, no qual jornalistas afirmavam que o atleta não compareceu pois sabia que seria derrotado.
| Pos.              | Nome               | Nacionalidade | Clube                                 | Votos         |
| Os finalistas     | Os finalistas      | Os finalistas | Os finalistas                         | Os finalistas |
| ----------------- | ------------------ | ------------- | ------------------------------------- | ------------- |
| 1                 | Cristiano Ronaldo  | Portugal      | Real Madrid                           | 34.54%        |
| 2                 | Lionel Messi       | Argentina     | Barcelona                             | 26.42%        |
| 3                 | Antoine Griezmann  | França        | Atlético de Madrid                    | 7.53%         |
| Outros candidatos |                    |               |                                       |               |
| 4                 | Neymar             | Brasil        | Barcelona                             | 6.23%         |
| 5                 | Luis Suárez        | Uruguai       | Barcelona                             | 5.11%         |
| 6                 | Gareth Bale        | País de Gales | Real Madrid                           | 4.62%         |
| 7                 | Riyad Mahrez       | Argélia       | Leicester                             | 2.20%         |
| 8                 | Gianluigi Buffon   | Itália        | Juventus                              | 1.85%         |
| 9                 | Andrés Iniesta     | Espanha       | Barcelona                             | 1.69%         |
| 10                | Toni Kroos         | Alemanha      | Real Madrid                           | 1.25%         |
| 11                | Alexis Sánchez     | Chile         | Arsenal                               | 1.19%         |
| 12                | Robert Lewandowski | Polónia       | Bayern de Munique                     | 0.93%         |
| 13                | Luka Modrić        | Croácia       | Real Madrid                           | 0.89%         |
| 14                | Mesut Özil         | Alemanha      | Arsenal                               | 0.86%         |
| 15                | Jamie Vardy        | Inglaterra    | Leicester                             | 0.81%         |
| 16                | Manuel Neuer       | Alemanha      | Bayern de Munique                     | 0.80%         |
| 17                | Sergio Ramos       | Espanha       | Real Madrid                           | 0.70%         |
| 18                | Zlatan Ibrahimović | Suécia        | Paris Saint-Germain Manchester United | 0.50%         |
| 19                | Paul Pogba         | França        | Juventus Manchester United            | 0.47%         |
| 20                | Kevin De Bruyne    | Bélgica       | Manchester City                       | 0.46%         |
| 21                | N'Golo Kanté       | França        | Leicester Chelsea                     | 0.40%         |
| 22                | Sergio Agüero      | Argentina     | Manchester City                       | 0.38%         |
| 23                | Dimitri Payet      | França        | West Ham                              | 0.17%         |

### Melhor Jogadora de Futebol Feminino da FIFA
O Comitê de Futebol Feminino da FIFA e oficiais da Copa do Mundo de Futebol Feminino divulgaram em 3 de novembro uma lista contendo o nome de dez atletas para o prêmio de Melhor Jogadora do Futebol Feminino da FIFA (em inglês:  The Best FIFA Women's Player). Em 2 de dezembro, as três finalistas para a categoria foram anunciadas: Carli Lloyd, do Houston Dash, atual detentora do título de melhor jogadora de futebol feminino, de 2015; Marta, do FC Rosengård, atleta que mais vezes foi agraciada com o prêmio de melhor jogadora, em cinco ocasiões consecutivas (2006-2010); e Melanie Behringer, do Bayern de Munique, que estava estreando em premiações de melhores jogadoras do mundo.
A vencedora da premiação foi Carli Lloyd, com 20.68% dos votos, seguida por Marta, com 16.60%, e Behringer, com 12.34%. Esta foi a segunda vez que a atleta norte-americana conquistou tal prêmio, igualando-se a Mia Hamm como a terceira maior vencedora, atrás da própria Marta e de Birgit Prinz. Esta foi a décima segunda edição em que Marta esteve entre as três melhores jogadoras do mundo, após uma ausência na temporada anterior.
A categoria foi apresentada pelo ex-jogador argentino Gabriel Batistuta. Ao receber a premiação, a jogadora disse estar surpresa com a condecoração, visto que a Seleção Alemã foi a campeã dos Jogos Olímpicos de 2016.
| Pos.              | Nome               | Nacionalidade  | Clube                               | Votos         |
| As finalistas     | As finalistas      | As finalistas  | As finalistas                       | As finalistas |
| ----------------- | ------------------ | -------------- | ----------------------------------- | ------------- |
| 1                 | Carli Lloyd        | Estados Unidos | Houston Dash                        | 20.68%        |
| 2                 | Marta              | Brasil         | FC Rosengård                        | 16.60%        |
| 3                 | Melanie Behringer  | Alemanha       | FC Bayern de Munique                | 12.34%        |
| Outras candidatas |                    |                |                                     |               |
| 4                 | Dzsenifer Marozsán | Alemanha       | 1. FFC Frankfurt Olympique Lyonnais | 11.68%        |
| 5                 | Sara Däbritz       | Alemanha       | FC Bayern de Munique                | 8.19%         |
| 6                 | Saki Kumagai       | Japão          | Olympique Lyonnais                  | 6.94%         |
| 7                 | Lotta Schelin      | Suécia         | Olympique Lyonnais FC Rosengård     | 6.58%         |
| 8                 | Christine Sinclair | Canadá         | Portland Thorns                     | 5.99%         |
| 9                 | Amandine Henry     | França         | Portland Thorns                     | 5.96%         |
| 10                | Camille Abily      | França         | Olympique Lyonnais                  | 5.04%         |

### Melhor Treinador de Futebol Masculino da FIFA
O Comitê de Futebol da FIFA divulgou em 2 de novembro uma lista com dez treinadores de futebol masculino para concorrerem ao prêmio de Melhor Treinador de Futebol Masculino da FIFA (em inglês:  The Best FIFA Football Coach). Em 1 de dezembro, os três finalistas para a categoria foram anunciados: Claudio Ranieri, do Leicester, Fernando Santos, da Seleção Portuguesa de Futebol, e Zinedine Zidane, do Real Madrid. Ambos os três treinadores estreavam na competição de melhor treinador do mundo, a qual havia sido vencida na temporada passada por Luis Enrique, do Barcelona.
O vencedor da premiação foi Ranieri, com 22.06% dos votos, seguido por Fernando Santos, com 16.56%, e Zidane, com 16.24%. Apesar dos outros treinadores conquistarem títulos de maior importância na escala do futebol, como o Campeonato Europeu de Futebol de 2016 e a Liga dos Campeões da UEFA de 2015–16, respectivamente, Ranieri teve como principal trabalho a inédita conquista da Premier League de 2015–16 com a equipe do Leicester. Cerca de dois meses após o prêmio, o treinador foi demitido da sua equipe devido a maus resultados.
Esta categoria foi apresentada pelo ex-jogador argentino Diego Maradona. Ao receber o prêmio, Ranieri agradeceu aos votantes e afirmou que "o Deus do futebol disse que o Leicester precisava ganhar, e ganhou", referindo-se ao improvável triunfo da Premier League.
| Pos.              | Nome                | Nacionalidade | Clube                             | Votos      |
| Finalistas        | Finalistas          | Finalistas    | Finalistas                        | Finalistas |
| ----------------- | ------------------- | ------------- | --------------------------------- | ---------- |
| 1                 | Claudio Ranieri     | Itália        | Leicester                         | 22.06%     |
| 2                 | Fernando Santos     | Portugal      | Portugal                          | 16.56%     |
| 3                 | Zinedine Zidane     | França        | Real Madrid                       | 16.24%     |
| Outros candidatos |                     |               |                                   |            |
| 4                 | Diego Simeone       | Argentina     | Atlético de Madrid                | 12.98%     |
| 5                 | Pep Guardiola       | Espanha       | Bayern de Munique Manchester City | 11.13%     |
| 6                 | Luis Enrique        | Espanha       | Barcelona                         | 8.32%      |
| 7                 | Jürgen Klopp        | Alemanha      | Liverpool                         | 7.71%      |
| 8                 | Didier Deschamps    | França        | França                            | 1.97%      |
| 9                 | Chris Coleman       | País de Gales | País de Gales                     | 1.82%      |
| 10                | Mauricio Pochettino | Argentina     | Tottenham                         | 1.21%      |

### Melhor Treinador(a) de Futebol Feminino da FIFA
O Comitê de Futebol Feminino da FIFA e oficiais da Copa do Mundo de Futebol Feminino divulgaram em 1 de novembro uma lista contendo o nome de dez treinadores para o prêmio de Melhor Treinador(a) do Futebol Feminino da FIFA (em inglês:  The Best FIFA Women's Coach). Em 2 de dezembro, foram anunciadas as três finalistas para a categoria: Silvia Neid, da Seleção Alemã, vencedora nas edições de 2010 e 2013 do Treinador do Ano da FIFA, Jill Ellis, da Seleção Norte-Americana, atual campeã do troféu, e Pia Sundhage, da Seleção Sueca, que foi eleita a melhor treinadora do mundo em 2012, enquanto comandava a própria seleção dos Estados Unidos.
A vencedora da premiação foi Silvia Neid, com 29.99% dos votos, seguida por Jill Ellis, com 16.68%, e Pia Sundhage, com 16.47%. Sua principal vitória foi a conquista da medalha de ouro nos Jogos Olímpicos de 2016 com a seleção alemã. No entanto, esta foi a última vez em que a treinadora conquistou tal premiação, visto que após a partida da final anunciou a aposentadoria do cargo.
A categoria foi apresentada por Frank Rijkaard. Ao receber o troféu, discursou sobre a ajuda que recebeu dos membros da comissão técnica: "por trás do time, toda a comissão técnica que está representada nesta premiação. É um dos grandes momentos da minha carreira".
| Pos.              | Nome                     | Nacionalidade | Clube              | Votos         |
| As finalistas     | As finalistas            | As finalistas | As finalistas      | As finalistas |
| ----------------- | ------------------------ | ------------- | ------------------ | ------------- |
| 1                 | Silvia Neid              | Alemanha      | Alemanha           | 29.99%        |
| 2                 | Jill Ellis               | Inglaterra    | Estados Unidos     | 16.68%        |
| 3                 | Pia Sundhage             | Suécia        | Suécia             | 16.47%        |
| Outros candidatos |                          |               |                    |               |
| 4                 | John Herdman             | Inglaterra    | Canadá             | 7.85%         |
| 5                 | Gerard Precheur          | França        | Olympique Lyonnais | 7.26%         |
| 6                 | Vadão                    | Brasil        | Brasil             | 6.00%         |
| 7                 | Martina Voss-Tecklenburg | Alemanha      | Suíça              | 4.07%         |
| 8                 | Vera Pauw                | Países Baixos | África do Sul      | 3.99%         |
| 9                 | Thomas Worle             | Alemanha      | Bayern de Munique  | 3.96%         |
| 10                | Philippe Bergeroo        | França        | França             | 3.73%         |

### Prêmio FIFA Ferenc Puskás
O Comitê de Futebol da FIFA divulgou no dia 21 de novembro a lista com os dez gols mais bonitos da temporada para o Prêmio FIFA Ferenc Puskás, em homenagem ao jogador húngaro Ferenc Puskás. Os três finalistas foram anunciados em 2 de dezembro de 2016, incluindo o gol do malaio Mohd Faiz Subri, que o fez em uma cobrança de falta com efeito durante um jogo da Super Liga Malaia de 2016; o gol da jogadora venezuelana Daniuska Rodríguez, em uma jogada individual durante o Campeonato Sul-Americano Sub-17 de Futebol Feminino de 2016; e o gol do brasileiro Marlone, com uma conclusão de voleio em uma partida da Copa Libertadores da América de 2016.
Subri foi o vencedor com 59.46% dos votos, seguido de Marlone, com 22.86%, e Rodríguez, com 10.01%, sendo que todos os votos foram feitos pelo público em geral. Esta foi a primeira vez que ambos os atletas concorreram à premiação, e também a primeira vez que um jogador malaio a conquistou. O gol de Subri foi marcado em uma partida do seu clube, o Penang FA, contra o Pahang FA, em 16 de fevereiro, partida em que o Penang saiu vencedor por 4–1.[carece de fontes?]
A categoria apresentada pelo ex-atacante brasileiro Ronaldo. O atleta fez um discurso que estava preparado em seu celular, porém acabou ficando nervoso e após alguns segundos, encontrou a mensagem, a qual dizia que "nunca passou pela minha cabeça que eu chegaria neste nível e seria capaz de estar entre os maiores do futebol neste lugar incrível".
| Pos.              | Jogador                                | Partida                      | Competição                   | Data                    | Votos         |               |
| Os finalistas     | Os finalistas                          | Os finalistas                | Os finalistas                | Os finalistas           | Os finalistas | Os finalistas |
| ----------------- | -------------------------------------- | ---------------------------- | ---------------------------- | ----------------------- | ------------- | ------------- |
| 1                 | Mohd Faiz Subri                        | Penang FA - Pahang FC        | Super Liga Malaia de 2016    | 16 de fevereiro de 2016 | 59.46%        |               |
| 2                 | Marlone                                | Corinthians - Cobresal       | Copa Libertadores 2016       | 21 de abril de 2016     | 22.86%        |               |
| 3                 | Daniuska Rodríguez                     | Venezuela - Colômbia         | Sul-Americano Sub-17 de 2016 | 14 de março de 2016     | 10.01%        |               |
| Outros candidatos |                                        |                              |                              |                         |               |               |
|                   | Mario Gaspar                           | Espanha - Inglaterra         | Amistoso internacional       | 13 de novembro de 2015  | 7.68%         |               |
| Hlompho Kekana    | África do Sul - Camarões               | Qualificação para o CAN 2017 | 26 de março de 2016          |                         | 7.68%         |               |
| Lionel Messi      | Argentina - Estados Unidos             | Copa América Centenário      | 21 de junho de 2016          |                         | 7.68%         |               |
| Neymar            | Barcelona - Villarreal                 | La Liga de 2015–16           | 8 de novembro de 2015        |                         | 7.68%         |               |
| Saúl Ñíguez       | Atlético de Madrid - Bayern de Munique | Liga dos Campeões de 2015–16 | 27 de abril de 2016          |                         | 7.68%         |               |
| Hal Robson-Kanu   | País de Gales - Bélgica                | Campeonato Europeu de 2016   | 1 de julho de 2016           |                         | 7.68%         |               |
| Simon Skrabb      | Åtvidabergs FF - Gefle IF              | Allsvenskan de 2016          | 31 de outubro de 2015        |                         | 7.68%         |               |

### Prêmio FIFA Fair Play
Como já acontece desde o ano de 1987, a FIFA costuma fazer homenagem para equipes, jogadores, torcedores, federações futebolísticas e quaisquer outras entidades relacionadas ao futebol que contribuiram para promover o chamado espírito do Fair Play, preconizado pela instituição e que tem como objetivo promover a paz e a solidariedade no âmbito esportivo. Na última edição, o prêmio havia sido concedido à todas as associações de futebol em geral, que aceitaram a refugiados da Síria, sendo recebido por Gerald Asamoah. Não existem pré-indicados para esta categoria, restando apenas o anúncio oficial durante a cerimônia.
O troféu foi entregue por Carles Puyol para Juan Carlos de la Cuesta, presidente do time colombiano Atlético Nacional, em virtude do ato de solidariedade referente ao voo 2933 da LaMia, que vitimou a setenta e um jogadores, dirigentes e jornalistas, incluindo a dezenove jogadores da equipe brasileira Chapecoense, os quais iriam se enfrentar na final da Copa Sul-Americana de 2016 naquela semana. Em respeito à tragédia, o Atlético Nacional abriu mão da decisão e decidiu por declarar a equipe brasileira como campeã da Copa Sul-Americana de 2016, e no dia em que seria realizada a partida de ida, na Colômbia, cerca de 45 mil torcedores do Atlético Nacional foram ao Estádio Atanasio Girardot como forma de homenagear aos falecidos no acidente aéreo. Cuesta agradeceu à honraria e afirmou que após tal acontecido, "os dois times estão conectados para sempre".
| Vencedor          | Motivo |
| ----------------- | --- |
| Atlético Nacional | Requisitou à CONMEBOL para declarar a Chapecoense campeã da Copa Sul-Americana de 2016 após o acidente no voo 2933 da LaMia. |

### Prêmio FIFA Melhor Torcida
A FIFA introduziu o Prêmio de Melhor Torcida FIFA (em inglês:  The FIFA Fan Award) nesta edição da premiação, com a iniciativa de premiar a participação de uma ou mais torcidas que se destacaram durante alguma partida.
Os três candidatos foram anunciados no dia 9 de dezembro. A torcida da Seleção Islandesa de Futebol foi uma das três indicadas, pela sua participação na partida contra a França na derrota por 5–2 pelas quartas-de-final do Campeonato Europeu de Futebol de 2016, na qual fizeram movimentos característicos do seu país, unidos aos chamados gritos "viquingues". Uma das outras indicadas foi a torcida do clube holandês ADO Den Haag, que na derrota por 3–1 para o Feyenoord jogou brinquedos para pacientes de um hospital infantil da cidade de Roterdã. Finalizando, as torcidas do Liverpool e do Borussia Dortmund foram indicadas em conjunto, pela participação na vitória da equipe inglesa por 4–3, em que ambas entoaram o cântico "You'll Never Walk Alone", em homenagem às 96 vítimas da tragédia de Hillsborough em 1989.
As torcidas do Dortmund e do Liverpool foram os vencedores da categoria, com 45.92% dos votos, seguidas da torcida da Islândia, com 31.37%, e da torcida do ADO Den Haag, com 22.71%. Os troféus foram entregues pelos ex-atletas Lucas Radebe e Yelena Isinbayeva para Susan Black e Thorsten Child, representantes das torcidas do Dortmund e do Liverpool, respectivamente.
| Pos. | Torcida                                     | Partida                       | Competição                                     | Data                   | Votos  |
| ---- | ------------------------------------------- | ----------------------------- | ---------------------------------------------- | ---------------------- | ------ |
| 1    | Torcedores do Borussia Dortmund e Liverpool | Liverpool - Borussia Dortmund | Quartas-de-final da Liga Europa de 2015–16     | 14 de abril de 2016    | 45.92% |
| 2    | Torcedores da Islândia                      | França - Islândia             | Quartas-de-final do Campeonato Europeu de 2016 | 3 de julho de 2016     | 31.37% |
| 3    | Torcedores do ADO Den Haag                  | Feyenoord - ADO Den Haag      | Eredivisie de 2016–17                          | 11 de setembro de 2016 | 22.71% |

### Prêmio FIFA pela Carreira Espetacular
Anunciado poucos dias antes da cerimônia, o prêmio FIFA pela Carreira Espetacular (em inglês:  The FIFA Award for an Outstanding Career) teve com objetivo premiar um atleta que contribuiu durante a sua carreira para a difusão e a propagação do futebol ou de seus esportes similares. O vencedor desta categoria, apresentada por Andriy Shevchenko, e que já havia sido revelado antes do início da cerimônia, foi o jogador brasileiro de futsal Falcão.
Apesar de ainda não ter se aposentado como atleta, Falcão disputou sua última Copa do Mundo de Futsal em 2016 pela Seleção Brasileira. Em sua carreira até o momento da cerimônia, aos 39 anos, o atleta havia sido escolhido o melhor jogador do mundo em quatro oportunidades, além de ser o maior goleador da história da Copa do Mundo, com 48 gols.
| Vencedor | Motivo                                                     |
| -------- | ---------------------------------------------------------- |
| Falcão   | Pela sua contribuição marcante ao esporte durante 27 anos. |

### FIFPro World XI da FIFA
Desde o ano de 2005, a FIFA apresenta a FIFPro, que compreende a seleção ideal com os onze melhores jogadores da temporada avaliada, dispostos sempre no esquema tático 4-3-3. Em 1 de dezembro, o comitê de prêmios da FIFA disponibilizou a lista prévia, com 55 nomes, dentre os quais foram indicados cinco goleiros, vinte defensores, quinze meio-campistas e quinze atacantes. Cerca de cinquenta mil jogadores de setenta países diferentes manifestaram a seleção ideal, e dentre estes nomes, os mais votados em cada posição foram elencados.
A lista dos onze jogadores escolhidos foi divulgada no dia da premiação, e contou com Manuel Neuer como goleiro; Daniel Alves como lateral-direito; Gerard Piqué e Sergio Ramos como zagueiros; Marcelo como lateral-esquerdo; Toni Kroos como volante; Luka Modrić e Andrés Iniesta como meio-campistas; Lionel Messi e Cristiano Ronaldo como atacantes; e Luis Suárez como centroavante. Com exceção de Neuer e Alves, todos os outros nove jogadores atuavam em equipes do futebol espanhol, além de que o lateral-direito havia iniciado a temporada no Barcelona. Apesar de ter sido indicado ao prêmio de melhor jogador do mundo na temporada, o francês Antoine Griezmann não esteve presente na lista da FIFPro World XI. Entre os onze vencedores, apenas Suárez nunca havia estado entre os melhores da sua posição.
| Nome              | Equipe(s)              |
| Goleiro           | Goleiro                |
| ----------------- | ---------------------- |
| Manuel Neuer      | Bayern de Munique      |
| Defensores        |                        |
| Dani Alves        | - Barcelona - Juventus |
| Gerard Piqué      | Barcelona              |
| Sergio Ramos      | Real Madrid            |
| Marcelo           | Real Madrid            |
| Meio-campistas    |                        |
| Luka Modrić       | Real Madrid            |
| Toni Kroos        | Real Madrid            |
| Andrés Iniesta    | Barcelona              |
| Atacantes         |                        |
| Lionel Messi      | Barcelona              |
| Luis Suárez       | Barcelona              |
| Cristiano Ronaldo | Real Madrid            |

Outros candidatos
| Nome               | Equipe(s)                                 |
| Goleiros           | Goleiros                                  |
| ------------------ | ----------------------------------------- |
| Claudio Bravo      | - Barcelona - Manchester City             |
| Gianluigi Buffon   | Juventus                                  |
| David de Gea       | Manchester United                         |
| Keylor Navas       | Real Madrid                               |
| Defensores         |                                           |
| David Alaba        | Bayern de Munique                         |
| Jordi Alba         | Barcelona                                 |
| Serge Aurier       | Paris Saint-Germain                       |
| Héctor Bellerín    | Arsenal                                   |
| Jérôme Boateng     | FC Bayern München                         |
| Leonardo Bonucci   | Juventus                                  |
| Daniel Carvajal    | Real Madrid                               |
| Giorgio Chiellini  | Juventus                                  |
| David Luiz         | - Paris Saint-Germain - Chelsea           |
| Diego Godín        | Atlético Madrid                           |
| Mats Hummels       | - Borussia Dortmund - FC Bayern München   |
| Philipp Lahm       | FC Bayern München                         |
| Javier Mascherano  | Barcelona                                 |
| Pepe               | Real Madrid                               |
| Thiago Silva       | Paris Saint-Germain                       |
| Raphaël Varane     | Real Madrid                               |
| Meio-campistas     |                                           |
| Xabi Alonso        | FC Bayern München                         |
| Sergio Busquets    | Barcelona                                 |
| Kevin De Bruyne    | Manchester City                           |
| Eden Hazard        | Chelsea                                   |
| N'Golo Kanté       | - Leicester Ciy - Chelsea                 |
| Mesut Özil         | Arsenal                                   |
| Dimitri Payet      | West Ham United                           |
| Paul Pogba         | - Juventus - Manchester United            |
| Ivan Rakitić       | Barcelona                                 |
| David Silva        | Manchester City                           |
| Marco Verratti     | Paris Saint-Germain                       |
| Arturo Vidal       | FC Bayern München                         |
| Atacantes          |                                           |
| Sergio Agüero      | Manchester City                           |
| Gareth Bale        | Real Madrid                               |
| Karim Benzema      | Real Madrid                               |
| Paulo Dybala       | Juventus                                  |
| Antoine Griezmann  | Atlético Madrid                           |
| Gonzalo Higuaín    | - Napoli - Juventus                       |
| Zlatan Ibrahimović | - Paris Saint-Germain - Manchester United |
| Robert Lewandowski | FC Bayern München                         |
| Thomas Müller      | FC Bayern München                         |
| Neymar             | Barcelona                                 |
| Alexis Sánchez     | Arsenal                                   |
| Jamie Vardy        | Leicester City                            |